# Virginy
Virginy är en kommun i departementet Marne i regionen Grand Est (tidigare regionen Champagne-Ardenne) i nordöstra Frankrike. Kommunen ligger i kantonen Ville-sur-Tourbe som tillhör arrondissementet Sainte-Menehould. År 2022 hade Virginy 83 invånare.

## Befolkningsutveckling
Antalet invånare i kommunen Virginy
| Referens: INSEE |